# Focul lui Sumedru

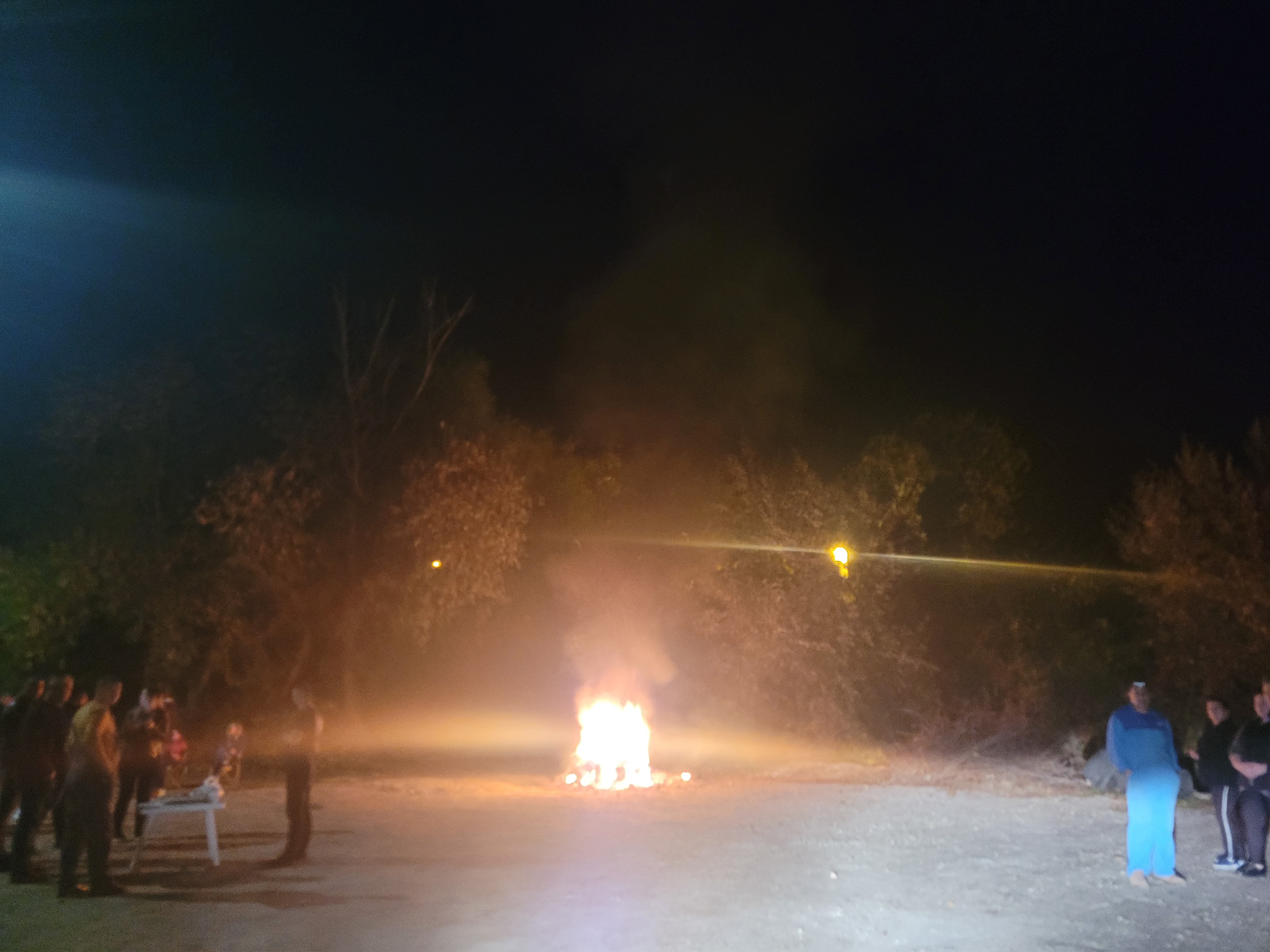
Focul lui Sumedru aprins în Izvorani, Argeș, 2022

Focul lui Sumedru sau Focul de Sâmedru este o tradiție românească, veche de două mii de ani. În noaptea de 25 spre 26 octombrie, 
dinaintea sărbătorii Sfântului Dimitrie (Dumitru), apărătorul păstorilor, se aprind focuri și tinerii se adună în jurul acestora. Obiceiul se mai păstrează în satele și orașele din județele Argeș, Dâmbovița, Brașov și Bacău.
Pe vremuri, focurile se aprindeau pe dealuri pentru a fi observate de la distanță. În foc se punea și tulpina unui copac tăiat din pădure ca simbol al zeului care moare și renaște în fiecare an.
În unele zone, copiii satului îl fac din brad și cauciucuri. În jurul focului se strâng oamenii satului și împart dulciuri copiiilor ca semn de mulțumire.
Există o legendă care spune că scopul focului este de a alunga spiritele rele. Se spune că este o sărbătoare românească asociată Halloween-ului.